# Christopher Schorch
Christopher Schorch (Halle, Alemania Democrática, 30 de enero de 1989) es un exfutbolista alemán que jugaba de defensa.

## Trayectoria
Debutó en la Bundesliga con el Hertha BSC Berlin, a finales de la temporada 2006-07. Después de esto, el 25 de julio de 2007, fue anunciado su fichaje por el Real Madrid, para formar parte del Real Madrid Castilla.

## Selección nacional
Fue internacional en las categorías inferiores de la selección alemana.

## Clubes
| Club                       | País     | Año       |
| -------------------------- | -------- | --------- |
| Hertha de Berlín II        | Alemania | 2006-2007 |
| Hertha de Berlín           | Alemania | 2007      |
| Real Madrid Castilla F. C. | España   | 2007-2009 |
| F. C. Colonia              | Alemania | 2009-2013 |
| Energie Cottbus (préstamo) | Alemania | 2011-2012 |
| VfL Bochum II              | Alemania | 2014      |
| MSV Duisburgo              | Alemania | 2014-2015 |
| Energie Cottbus            | Alemania | 2015-2016 |
| FSV Fráncfort              | Alemania | 2016-2017 |
| KFC Uerdingen 05           | Alemania | 2017-2019 |
| F. C. Saarbrücken          | Alemania | 2019-2021 |
| Wuppertaler SV             | Alemania | 2021-2022 |